# Geokichla guttata
Geokichla guttata là một loài chim trong họ Turdidae.